# Шеридан (округ, Канзас)
Ше́ридан (англ. Sheridan County) — округ в штате Канзас, США. Официально образован в 1873 году. По состоянию на 2010 год, численность населения составляла 2 556 человека.

## География
По данным Бюро переписи США, общая площадь округа равняется 2 322,222 км2, из которых 2 321,575 км2 суша и 0,250 км2 или 0,030 % это водоёмы.

## Население
По данным переписи населения 2000 года в округе проживает 2 813 жителей в составе 1 124 домашних хозяйств и 795 семей. Плотность населения составляет около 1,00-го человека на км2. На территории округа насчитывается 1 263 жилых строений, при плотности застройки около 1,00-го строения на км2. Расовый состав населения: белые — 98,65 %, афроамериканцы — 0,14 %, коренные американцы (индейцы) — 0,07 %, азиаты — 0,07 %, гавайцы — 0,14 %, представители других рас — 0,36 %, представители двух или более рас — 0,57 %. Испаноязычные составляли 1,46 % населения независимо от расы.
В составе 30,40 % из общего числа домашних хозяйств проживают дети в возрасте до 18 лет, 63,80 % домашних хозяйств представляют собой супружеские пары проживающие вместе, 4,50 % домашних хозяйств представляют собой одиноких женщин без супруга, 29,20 % домашних хозяйств не имеют отношения к семьям, 27,60 % домашних хозяйств состоят из одного человека, 14,80 % домашних хозяйств состоят из престарелых (65 лет и старше), проживающих в одиночестве. Средний размер домашнего хозяйства составляет 2,46 человека, и средний размер семьи 3,01 человека.
Возрастной состав округа: 26,30 % моложе 18 лет, 5,80 % от 18 до 24, 23,70 % от 25 до 44, 23,90 % от 45 до 64 и 23,90 % от 65 и старше. Средний возраст жителя округа 42 лет. На каждые 100 женщин приходится 100,10 мужчин. На каждые 100 женщин старше 18 лет приходится 95,80 мужчин.
Средний доход на домохозяйство в округе составлял 33 547 USD, на семью — 38 292 USD. Среднестатистический заработок мужчины был 26 351 USD против 16 250 USD для женщины. Доход на душу населения составлял 16 299 USD. Около 12,00 % семей и 15,70 % общего населения находились ниже черты бедности, в том числе — 27,30 % молодёжи (тех, кому ещё не исполнилось 18 лет) и 5,50 % тех, кому было уже больше 65 лет.